# دصيوريات الشكل وأشباهها
دصيوريات الشكل وأشباهها (الاسم العلمي: Dasyuromorphia) هي رتبة كبيرة من ثدييات تتبع أصنوفة الجرابيات الأسترالية من طائفة الثدييات.

## التصنيف
- دصيوريات الشكل
  - الدصيوريات